# George Siegmann
George Siegmann (New York, 8 febbraio 1882 – Hollywood, 22 giugno 1928) è stato un attore e regista statunitense del cinema muto, che lavorò saltuariamente anche come assistente alla regia.

## Biografia
Iniziò la sua carriera nel 1909, partecipando a numerose pellicole di David W. Griffith per il quale, in seguito, fu anche primo assistente durante la lavorazione di Intolerance e di Nascita di una nazione.

## Filmografia

### Attore
- Confidence, regia di David Wark Griffith – cortometraggio (1909)
- The Note in the Shoe, regia di David W. Griffith – cortometraggio (1909)
- Resurrection, regia di David W. Griffith – cortometraggio (1909)
- A Convict's Sacrifice, regia di David W. Griffith – cortometraggio (1909)
- The Slave, regia di David W. Griffith – cortometraggio (1909)
- A Strange Meeting, regia di David W. Griffith – cortometraggio (1909)
- The Sealed Room, regia di David W. Griffith – cortometraggio (1909)
- The Hessian Renegades, regia di David W. Griffith – cortometraggio (1909)
- In Old Kentucky, regia di David W. Griffith – cortometraggio (1909)
- A Flash of Light, regia di David W. Griffith – cortometraggio (1910)
- As the Bells Rang Out!, regia di David W. Griffith – cortometraggio (1910)
- Father Beauclaire, regia di Hal Reid – cortometraggio (1912)
- A Man's Duty
- The Old Mam'selle's Secret – cortometraggio (1912)
- Duty and the Man, regia di Oscar Apfel – cortometraggio (1913)
- The Open Road, regia di Oscar Apfel – cortometraggio (1913)
- The Bells, regia di Oscar Apfel – cortometraggio (1913)
- The Judge's Vindication, regia di Oscar Apfel – cortometraggio (1913)
- For Love of Columbine, regia di Oscar Apfel – cortometraggio (1913)
- The Bawlerout, regia di Oscar Apfel – cortometraggio (1913)
- The Big Boss, regia di Frederick Sullivan – cortometraggio (1913)
- The Master Cracksman, regia di Oscar Apfel – cortometraggio (1913)
- Half a Chance, regia di Oscar Apfel – cortometraggio (1913)
- The Green-Eyed Devil, regia di James Kirkwood – cortometraggio (1914)
- Amore di madre o Home, Sweet Home, regia di D.W. Griffith (1914)
- Mother Love and the Law, regia di George Siegmann (1917)
- Cuori del mondo (Hearts of the World), regia di David W. Griffith (1918)
- The Great Love, regia di David W. Griffith (1918)
- The Hawk's Trail, regia di W. S. Van Dyke - serial cinematografico (1919)
- The Untamed, regia di Emmett J. Flynn (1920)
- Little Miss Rebellion, regia di George Fawcett (1920)
- La grande forza (The Big Punch), regia di John Ford (1921)
- Partners of Fate, regia di Bernard J. Durning (1921)
- Le avventure di un americano alla Corte di re Arturo (A Connecticut Yankee in King Arthur's Court), regia di Emmett J. Flynn (1921)
- La regina di Saba (The Queen of Sheba), regia di J. Gordon Edwards (1921)
- Piste disperate (Desperate Trails), regia di Jack Ford (1921)
- Shame, regia di Emmett J. Flynn (1921)
- I tre moschettieri (The Three Musketeers), regia di Fred Niblo (1921)
- Silent Years, regia di Louis J. Gasnier (1921)
- The Truthful Liar, regia di Thomas N. Heffron (1922)
- Fools First, regia di Marshall Neilan (1922)
- Monte Cristo, regia di Emmett J. Flynn (1922)
- Oliviero Twist (Oliver Twist), regia di Frank Lloyd (1922)
- Hungry Hearts, regia di E. Mason Hopper (1922)
- A California Romance, regia di Jerome Storm (1922)
- Il supplizio del tam-tam (Lost and Found on a South Sea Island), regia di Raoul Walsh (1923)
- Slander the Woman, regia di Allen Holubar (1923)
- Stepping Fast, regia di Joseph Franz (1923)
- Donne viennesi (Merry-Go-Round), regia di Erich von Stroheim (1923)
- Scaramouche, regia di Rex Ingram (1923)
- Hell's Hole, regia di Emmett J. Flynn (1923)
- Penna d'aquila (The Eagle's Feather), regia di Edward Sloman (1923)
- Jealous Husbands, regia di Maurice Tourneur (1923)
- Anna Christie, regia di John Griffith Wray e, non accreditato, Thomas H. Ince (1923)
- Enemies of Children, regia di Lillian Ducey e John M. Voshell (1923)
- The Man Life Passed By, regia di Victor Schertzinger (1923)
- Notte nuziale (A Sainted Devil), regia di Joseph Henabery (1924)
- Zander the Great, regia di George W. Hill (1925)
- La capanna dello zio Tom (Uncle Tom's Cabin), regia di Harry A. Pollard (1927)
- L'ultimo addio (Hotel Imperial), regia di Mauritz Stiller (1927)

### Regista
- Mother Love and the Law (1917)
- My Unmarried Wife (1918)
- The Woman Under Cover (1919)